# Michele Lojacono Pojero
Michele Lojacono Pojero (Palermo, 1853 – Messina, 1919) è stato un botanico italiano.
Dedicò gran parte della sua attività allo studio della flora siciliana. 
A partire dal 1878, ha esplorato principalmente la flora della Sicilia e delle isole circostanti, pubblicando taxa nuovi per la scienza in 16 pubblicazioni, la maggior parte stampate a Palermo. 
A lui si deve la scoperta dell'Abies nebrodensis, raro endemismo del distretto delle Madonie. 
Fu autore di approfondite ricerche sul campo della flora delle isole Eolie, catalogando oltre 500 specie di piante vascolari spontanee.
Al suo nome è dedicato il genere Lojaconea.

## Alcune opere
- Lojacono Pojero, M. 1878: Contributi alla flora di Sicilia. – Palermo
- Lojacono Pojero, M. 1878b. Monografia dei trifogli di Sicilia, prodromi di una revisione del genere. – Palermo
- Lojacono Pojero, M. 1881-1884: Criterii sui caratteri delle Orobanche ed enumerazione delle nuove specie rinvenute in Sicilia. Naturalista Sicil. 1: 45-48, 53-56, 90-93, 131-136, 162-165, 169-175, 198-202, 209-216, 255-258; 2: 11-15, 37-41, 59-64, 80-84, 105-110, 132-136; 3: 45-48
- Lojacono Pojero, M. 1882: Due nuove specie di Erodium in Sicilia. – Naturalista Sicil. 1: 105-109.
- Lojacono Pojero, M. 1883: Studii su piante critiche, rare o nuove della flora di Sicilia. – Naturalista Sicil. 2: 293-298.
- Lojacono Pojero, M.  1883-84: Primo elenco briologico di Sicilia. – Naturalista Sicil. 3: 62-66, 97-101.
- Lojacono Pojero, M.  1884-1885: Una escursione botanica in Lampedusa. – Naturalista Sicil. 3: 339-343; 4: 40-44; 63- 68; 92-96; 105-109; 133-139.
- Lojacono Pojero, M.  1886: Secondo elenco briologico di Sicilia. – Naturalista Sicil. 5: 245-248
- Lojacono Pojero, M.  1886-1887: Alcune osservazioni alle Orobanche della Flora Italiana del Caruel. – Naturalista Sicil. 6: 56-58, 79-82, 104-106, 130-133.
- Lojacono Pojero, M.1888-89: Primo elenco epaticologico di Sicilia. – Naturalista Sicil. 8: 211-220, 240-247
- Lojacono Pojero, M. 1888-1909 Flora sicula, o descrizione delle piante vascolari spontanee o indigenate in Sicilia. Palermo, Tip. Boccone Del Povero, .
- Lojacono Pojero, M.   1889-90: Primo elenco dei licheni di Sicilia. – Naturalista Sicil. 9: 154-156, 175-180, 199-201, 225-228, 247-252, 266-271.
- Lojacono Pojero, M.   1890: Terzo elenco briologico di Sicilia. – Riv. Ital. Sci. Nat. 10: 54-57, 65-68
- Lojacono Pojero, M.   1906: Addenda et emendanda ad Floram siculam. – Malpighia 20: 37-48, 95-119, 180-218, 290-300.
- Lojacono Pojero, M.  1906 Di alcune specie nuove o critiche per la Flora italiana. – R. Orto Bot. Palermo 5: 99-102.
- Lojacono Pojero, M.  (1904) 1917: Della scoperta di due nuove specie di Euphorbia. – Malpighia 28: 97-105.
- Le Isole Eolie e la loro vegetazione: con enumerazione delle piante spontanee vascolari. Palermo, Stamperia G. Lorsnaider, 1878